# Krystian Sacharczuk
Krystian Sacharczuk (ur. 1986) – duchowny rzymskokatolicki, a dawniej polski aktor i wokalista.
Pochodzi z Twardogóry koło Wrocławia. Absolwent klasy skrzypiec państwowej szkoły muzycznej pierwszego stopnia. Uczęszczał do Liceum Ogólnokształcącego nr XVII im. Agnieszki Osieckiej o profilu artystycznym we Wrocławiu.
W latach 2004–2009 związany z teatrem Studio Buffo w Warszawie. Swoją współpracę z Januszem Józefowiczem i Januszem Stokłosą rozpoczął castingiem do musicalu Romeo i Julia, gdzie grał rolę Romea. W 2009 wstąpił do seminarium duchownego archidiecezji warszawskiej.
10 maja 2014 otrzymał święcenia diakonatu, a 30 maja 2015 święcenia kapłańskie z rąk kardynała Kazimierza Nycza. W latach 2015–2019 był wikariuszem parafii św. Małgorzaty w Łomiankach, w latach 2019–2020 wikariuszem w parafii św. Andrzeja Apostoła w Warszawie, a od 2020 duszpasterzem akademickim w kościele akademickim św. Anny w Warszawie.

## Udział w spektaklach
- Musical Metro
- Musical Romeo i Julia
- Panna Tutli Putli
- Tyle Miłości
- Hity Buffo
- Wieczór Amerykański
- Wieczór Francuski
- Wieczór Włoski
- Wieczór Rosyjski
- Wieczór Latynoski
- Ukochany Kraj...

## Teatr Tv
- 2004 Musical Romeo i Julia
- 2006 Ça Ira

## Programy TV
- 2006: „Show!Time”
- 2007: „Przebojowa noc”
- 2007: „Złota sobota”
- 2007: „Jaka to melodia” – chórek dla Nataszy Urbańskiej

## Przebojowa noc
| Odcinek | Data       | Temat programu       | Piosenki zaśpiewane przez artystę w programie |
| ------- | ---------- | -------------------- | --- |
| 2.      | 15.09.2007 | Piosenka Amerykańska | 1. Misty 2. Big girls don’t cry – z Januszem Józefowiczem i Krzysztofem Rymszewiczem 3. Uptown girl – chórek dla Krzysztofa Rymszewicza 4. Let’s twist again – chórek dla Jerzego Grzechnika 5. We are the world – z zespołem Buffo |
| 4.      | 29.09.2007 | Piosenka Włoska      | 1. Nie płacz kiedy odjadę |
| 5.      | 06.10.2007 | Piosenka Francuska   | 1. Les champs-elysees – z Arturem Chamskim, Krzysztofem Rymszewiczem i zespołem Buffo 2. Martwe liście |
| 6.      | 13.10.2007 | Piosenka Brytyjska   | 1. How deep is your love – z Januszem Józefowiczem i Arturem Chamskim |
| 7.      | 20.10.2007 | Piosenka Żydowska    | 1. Sunrise sunset – z zespołem Buffo |
| 8.      | 27.10.2007 | Piosenka Latynoska   | 1. Guantanamera – z Januszem Józefowiczem, Krzysztofem Rymszewiczem i Jerzym Grzechnikiem |
| 9.      | 03.11.2007 | Piosenka Niemiecka   | 1. Belladonna – chórek dla Elżbiety Portki i Janusza Józefowicza 2. Cherry lady – chórek dla Nataszy Urbańskiej |
| 10.     | 10.11.2007 | Wieczór Polski       | 1. Biały Krzyż – z Januszem Józefowiczem, Krzysztofem Rymszewiczem i Jerzym Grzechnikiem |
| 12.     | 24.11.2007 | Wielki Finał         | 1. Misty 2. Uptown girl – chórek dla Krzysztofa Rymszewicza 3. Let’s twist again – chórek dla Jerzego Grzechnika 4. We are the world – z zespołem Buffo                                                                             |

...

## Koncerty
- 2005/2006: „Rewia Sylwestrowa”
- 2006: koncert z okazji rocznicy strajków w Ursusie, reż. Janusz Józefowicz
- 2006: Musical po polsku, reż. Janusz Józefowicz
- 2007: „Piosenka dla Europy” – chórek dla Nataszy Urbańskiej
- 2007: „Przeboje jedynki” – chórek dla Nataszy Urbańskiej
- 2007: „Przebojowa noc”
- 2008: Festiwal w Opolu – chórek dla Nataszy Urbańskiej

## Teledyski
- 2007: „I Like It Loud” – teledysk Nataszy Urbańskiej, w którym wystąpił.

## Filmy
- 2003/2004: „Niedziela”

## Nagroda
- I miejsce w konkursie na interpretację piosenki Agnieszki Osieckiej – „Bardzo Wielka Woda”.